# Cristiano Grotto
Ezequiel Cristiano Grotto ( Nova Palma, 22 de febrero de 1973 ), conocido simplemente como Grotto, es un exfutbolista brasileño . 
Fue una figura destacada del Grêmio en la década de 1990 y formó parte del equipo campeón brasileño del Botafogo en 1995. También jugó en Bahía, Americano, Inter de Limeira, CRB, Veranópolis y Marília .
En el extranjero, Grotto jugó en Alianza Lima, Moreirense y SC Mineiro Aljustrelense de Portugal, donde terminó su carrera en 2006. 

## Títulos
Gremio
- Campeonato Gaucho : 1993
- Copa de Brasil : 1994 [3]

Botafogo
- Campeonato Brasileño : 1995
- Campeonato de la Capital : 1995
- Copa Ciudad Maravillosa : 1996
- Torneo Río-São Paulo : 1998
- Copa Jamón de Japón : 1996
- III Torneo Presidente de Rusia : 1996
- Trofeo Teresa Herrera : 1996